# اللواء 312 مدرع (اليمن)
اللواء 312 مدرع هو لواء مدرع يمني تشكل في 1 مارس 1981 بأسم «اللواء الثالث مدرع» ، كثالث لواء عسكري في الجيش اليمني بعد ثورة 26 سبتمبر، وضم بعدها إلى سلاح الفرقة الأولى مدرع ، وتم ضمه مؤخراً للمنطقة العسكرية الوسطى في 6 أغسطس 2012 يتمركز اللواء في مديرية نهم بمحافظة صنعاء.

## التسمية
| الاسم              | بداية       | نهاية | ملاحظة |
| ------------------ | ----------- | ----- | ------ |
| اللواء الثالث مدرع | 1 مارس 1981 |       |        |
| اللواء 312 مدرع    |             | حالياً |        |